# The Reluctant Bridegroom
The Reluctant Bridegroom è un cortometraggio muto del 1905 diretto da Lewin Fitzhamon.

## Trama
Un uomo debole viene costretto a sposarsi con una sorta di valchiria.

## Produzione
Il film fu prodotto dalla Hepworth.

## Distribuzione
Distribuito dalla Hepworth, il film - un cortometraggio della lunghezza di 68,6 metri - uscì nelle sale cinematografiche britanniche nel giugno 1905. Non si hanno altre notizie del film che si ritiene perduto, forse distrutto nel 1924 quando il produttore Cecil M. Hepworth, ormai fallito, cercò di recuperare l'argento del nitrato fondendo le pellicole.